# 王崇理
王崇理（1918年3月—？），男，河北霸县人，中华人民共和国外交官，曾任中华人民共和国驻日内瓦总领事和中华人民共和国驻牙买加特命全权大使。1939年6月，加入中国共产党。

## 生平
1938年3月参加工作，曾在安吴堡青训班和抗日军政大学第一分校学习，先后在山东抗敌自卫军、八路军第一一五师六八六团二营、山东军区独立第三旅、滨海军区警备旅三团、第三野战军二十二军六十六师工作。1950年2月，调至中央军委武官训练班学习。同年，派任驻保加利亚大使馆一等秘书。1954年，任外交部苏联东欧司专员，后任世界知识出版社副社长。1960年4月，出任中华人民共和国驻大马士革总领事。1961年10月，叙利亚恢复独立，总领事馆升格为大使馆，王崇理改任大使馆政务参赞、临时代办。1963年，任外交部领事司副司长。1972年3月，出任中华人民共和国驻日内瓦总领事。同年，兼任常驻日内瓦办事处常设代表处临时代表。1977年3月，出任中华人民共和国驻牙买加大使。1983年6月，自驻牙买加大使离任。1986年后曾任中国人民对外友好协会理事、中国拉丁美洲友好协会理事。